# Gran Premio San Giuseppe
Il Gran Premio San Giuseppe è una corsa in linea maschile di ciclismo su strada che si svolge ogni marzo a Montecassiano, in Italia. Aperta a Elite e Under-23, dal 2005 al 2013 ha fatto parte del calendario dell'UCI Europe Tour, come gara di classe 1.2, mentre dal 2014 è parte del calendario nazionale come gara di classe 1.12.
La gara, organizzata dall'ASD Velo Club Montecassiano, si tiene intorno al comune di Montecassiano (provincia di Macerata) lungo un circuito di 19 chilometri da ripetere otto volte.

## Albo d'oro
Aggiornato all'edizione 2023.
| Anno | Vincitore                             | Secondo                               | Terzo                                 |
| ---- | ------------------------------------- | ------------------------------------- | ------------------------------------- |
| 1985 | Marcello Bartalini                    |                                       |                                       |
| 1986 | Fabio Roscioli                        |                                       |                                       |
| 1987 | Tiziano Brichese                      |                                       |                                       |
| 1988 | Andrea Solagna                        |                                       |                                       |
| 1989 | Stefano Casagrande                    |                                       |                                       |
| 1990 | Daniele Bruschi                       | Biagio Conte                          | Leonardo Ceccarelli                   |
| 1991 | Flavio Anastasia                      | Stefano Dante                         | Marco Di Pompeo                       |
| 1992 | Stefano Dante                         | Roberto Petito                        | Giuseppe Soldi                        |
| 1993 | Giuseppe Soldi                        | Stefano Dante                         | Stefano Cembali                       |
| 1994 | Alessandro Calzolari                  | Stefano Dante                         | Vladimiro D'Ascenzo                   |
| 1995 | Alan Polotto                          | Massimo Giunti                        | Marco Antonio Di Renzo                |
| 1996 | Stefano De Mauri                      | Roberto Bianchini                     | Enrico Cingolani                      |
| 1997 | Moreno Di Biase                       | Claudio Ainardi                       | Giuliano Figueras                     |
| 1998 | Nicola Ramacciotti                    | Denis Lunghi                          | Marco Madrucci                        |
| 1999 | Mirko Marini                          | Claudio Pizzoferrato                  | Daniele Righi                         |
| 2000 | Roberto Savoldi                       | Matteo Gigli                          | Samuele Vecchi                        |
| 2001 | Samuele Vecchi                        | Antonio D'Aniello                     | Alberto Loddo                         |
| 2002 | Antonio Aldape                        | Daniele Pietropolli                   | Marco Maghella                        |
| 2003 | Aljaksandr Kučynski                   | Gianluca Cavalli                      | Gianluca Coletta                      |
| 2004 | Mirko Allegrini                       | Giairo Ermeti                         | Aleksej Ščebelin                      |
| 2005 | Martin Pedersen                       | Maurizio Giardini                     | Matteo Priamo                         |
| 2006 | Antonio Bucciero                      | Manolo Zanella                        | David Garbelli                        |
| 2007 | Andrej Solomennikov                   | Vladimir Autko                        | Wojciech Dybel                        |
| 2008 | Damian Walczak                        | Étienne Pieret                        | Wojciech Dybel                        |
| 2009 | Alessandro Malaguti                   | Sergej Kolesnikov                     | Adriano Malori                        |
| 2010 | Enrico Battaglin                      | Maurizio Gorato                       | Giuseppe Di Salvo                     |
| 2011 | Enrico Battaglin                      | Massimo D'Elpidio                     | Alfio Locatelli                       |
| 2012 | Il'ja Gorodničev                      | Manuel Capillo                        | Matteo Belli                          |
| 2013 | Luca Chirico                          | Paolo Colonna                         | Luca Benedetti                        |
| 2014 | Nicola Gaffurini                      | Matteo Marcolin                       | Giacomo Berlato                       |
| 2015 | Gianni Moscon                         | Nicola Bagioli                        | Filippo Ganna                         |
| 2016 | Nicola Bagioli                        | Davide Orrico                         | Leonardo Basso                        |
| 2017 | Daniel Savini                         | Francesco Romano                      | Leonardo Basso                        |
| 2018 | Filippo Tagliani                      | Jalel Duranti                         | Umberto Marengo                       |
| 2019 | Daniel Smarzaro                       | Leonardo Tortomasi                    | Michael Bellari                       |
| 2020 | annullato per la pandemia di COVID-19 | annullato per la pandemia di COVID-19 | annullato per la pandemia di COVID-19 |
| 2021 | Michele Corradini                     | Paul Double                           | Manuel Pesci                          |
| 2022 | Davide De Pretto                      | Giovanni De Carlo                     | Francesco Zandri                      |
| 2023 | Nicholas Tonioli                      | Nicolò Buratti                        | Davide De Pretto                      |